# Camillo Cibotti
Camillo Cibotti (ur. 28 października 1954 we Casalbordino) – włoski duchowny katolicki, biskup Iserni-Venafro od 2014, biskup Trivento od 2025.

## Życiorys
Święcenia kapłańskie otrzymał 1 lipca 1978 i został inkardynowany do archidiecezji Chieti. Pracował głównie jako duszpasterz parafialny. W latach 1985–1988 był ojcem duchownym w seminarium, a w latach 2005–2014 pełnił funkcję wikariusza generalnego archidiecezji.
8 maja 2014 papież Franciszek mianował go ordynariuszem diecezji Iserni-Venafro. Sakry udzielił mu 11 czerwca 2014 metropolita Chieti-Vasto - arcybiskup Bruno Forte.
24 lutego 2025 został mianowany jednocześnie biskupem diecezji Trivento połączonej unią in persona episcopi z diecezją Iserni-Venafro. Ingres odbył 26 kwietnia 2025.